# Mézidon-Canon
Mézidon-Canon est une ancienne commune française intégrée en 2017 à la commune nouvelle Mézidon Vallée d'Auge, située dans le département du Calvados en région Normandie, peuplée de 4 683 habitants. 
Le 1er janvier 2017, elle prend le statut administratif de commune déléguée au sein de la nouvelle commune de Mézidon Vallée d'Auge de statut administratif commune nouvelle.

## Géographie

### Localisation
La commune est à l'ouest du pays d'Auge, sur la rive gauche de la Dives. Son bourg est à 8,5 km au nord de Saint-Pierre-sur-Dives, à 25 km au nord-est de Falaise, à 25 km à l'ouest de Lisieux, à 26 km au sud-est de Caen et à 31 km au sud de Cabourg.
| Ouézy                         | Magny-le-Freule | Biéville-Quétiéville                    |
| Ouézy                         | Mézidon-Canon   | Le Mesnil-Mauger (comm. ass. d'Écajeul) |
| Vieux-Fumé, Magny-la-Campagne | Percy-en-Auge   | Percy-en-Auge                           |

## Toponymie
Le nom de la localité de Mézidon est attesté sous les formes [Stigandus de] Mesodon vers 1040, ; Mansione Odonis en 1063 ; [Stigandus de] Mansu Odonis en 1066 ; Mesedon vers 1170 (Wace) ; Maisidon-en-Auge en 1398.
Il s'agit d'une formation toponymique médiévale fondée sur l'appellatif roman mes / meis « maison » et « habitation rurale, ferme » (du latin mansus, participe passé de maneō, « demeurer », même radical que maison).
Le second élément -idon représente l'altération de l'anthroponyme médiéval Odon,, cas régime d’Eudes, d'origine germanique : Odo. Il s'agit ici de la référence à un personnage bien précis Odon Stigand, fondateur en 1060 du prieuré de Sainte-Barbe-en-Auge.
Le nom de l'ancienne commune de Canon, absorbée en 1972,, est attesté sous les formes [Nigellus] Cananeus en 1102 ; [apud] Canon fin XIIe siècle ; Chanon en 1155 ; Kanon en 1198 ; Canum en 1225 (charte de l’abbaye d’Ardenne, n° 14). Il pourrait être issu de l'anthroponyme latin Canus ou germanique Cano. Cependant, les formes terminées par -m permettent de suggérer une formation gauloise en -magos « champ, marché » et Canon (avec maintien du Ca- étymologique, la commune étant située au nord de la ligne Joret) semble apparenté à Chanon (Sarthe, Chanon 873) et Chenon (Charente, de Cenomo 1280).
Le français breuil, toponyme de l'ancienne commune absorbée en 1848, est dérivé du gaulois brogilos, et désigne un « bois entouré de haies ».
Les gentilés sont Mézidonnais et  Canonais.

## Histoire
La commune est issue de la fusion, au fil du temps, de plusieurs communes. Le Breuil (265 habitants au recensement de 1846) est absorbé par Mézidon en 1848. Dans le cadre du plan Raymond Marcellin visant à réduire le nombre de communes, Canon (1 039 habitants au recensement de 1968) est rattachée à Mézidon (3 388 habitants au même recensement) le 1er septembre 1972 ; la commune prend alors son nom actuel.

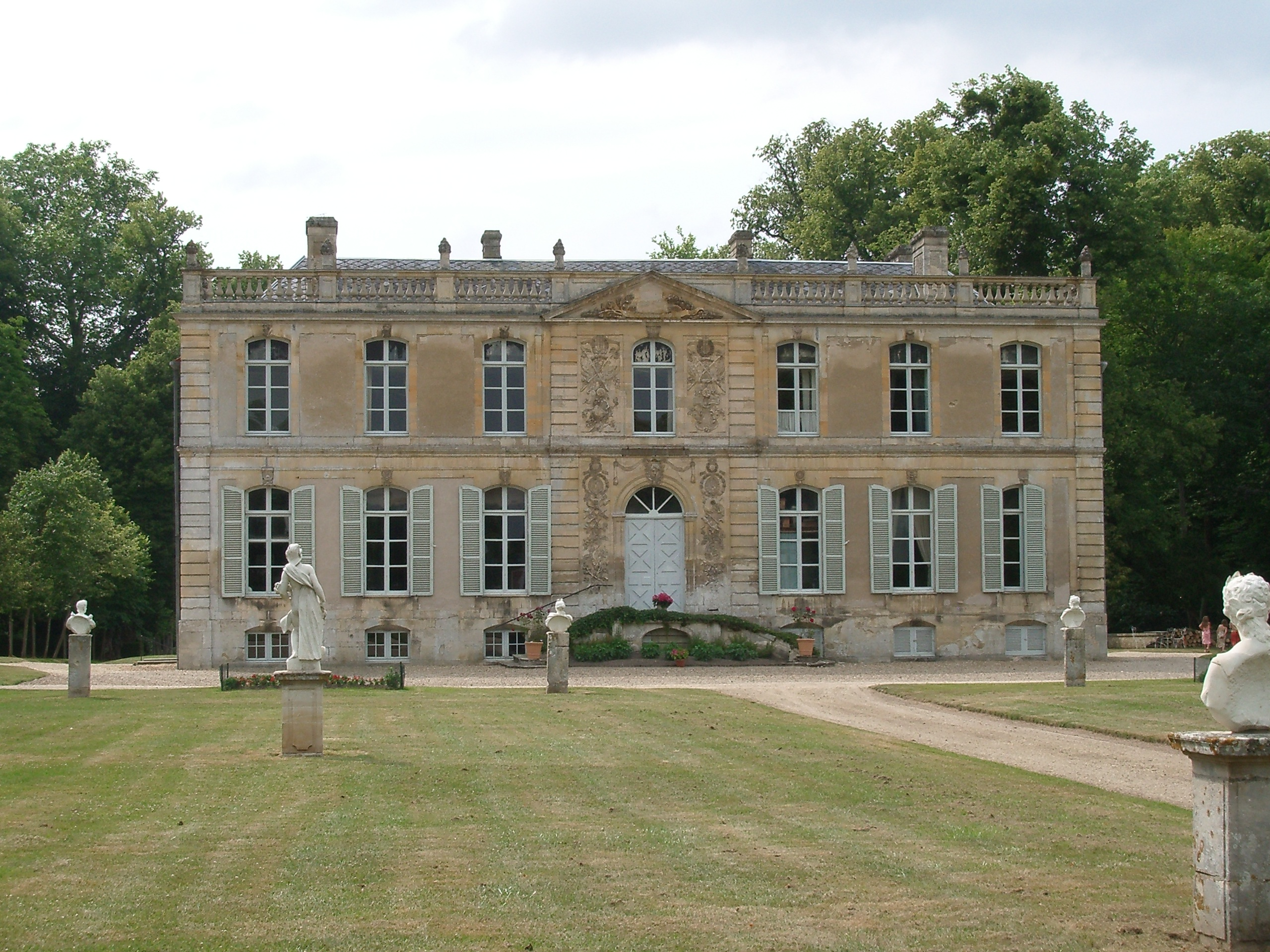
Le château de Canon.

Canon, commune gérée par des prêtres, est l'un des points d'appui utilisés par Odon Stigand pour construire une forteresse stratégique au bord de la Dives, à la demande en 1050 de Guillaume, duc de Normandie. Odon met en place autour de cette forteresse une baronnie, et il devient le premier baron de Mézodon. Vers 1050, de retour d'une croisade, il fonde Mézidon. Très marqué par la mystique chrétienne, il construit le prieuré Sainte-Barbe à la suite de la guérison miraculeuse de l'un de ses fils. Celui-ci, deuxième baron de Mézidon après la mort en 1066 de son père, continue à donner un fort caractère religieux à la contrée. Collégiales, prieurés, églises se développent, et toute la Normandie accourt dans cette région de miracles. Canon est surtout connu pour son château et son église. Édifié au XVIIe siècle, le premier château a été détruit puis reconstruit au XVIIIe siècle par Jean-Baptiste-Jacques Élie de Beaumont et présente un mélange de styles, classique et anglais.
La commune de Mézidon a reçu la croix de guerre 1939-1945 par décret du 11 novembre 1948 pour faits de résistance. Elle a été rajoutée sur les armoiries de la commune.
Les 1er et 2 mai 1999 y est organisée la Coupe du monde de marche.

## Politique et administration

### Liste des maires
| Période                                  | Période        | Identité                   | Étiquette           | Qualité |
| ---------------------------------------- | -------------- | -------------------------- | ------------------- | --- |
| Les données manquantes sont à compléter. |                |                            |                     | |
| 1904                                     | 1919           | Ernest Manchon (1868-1925) | Républicain         | Conseiller général de Mézidon-Canon (1904 → 1925) |
| 1919                                     | mai 1925       | Henri Lecoq                |                     | Pharmacien |
| mai 1925                                 | septembre 1932 | Georges Guillemette        | SFIO                | Cheminot |
| 1932                                     | 1933           | René Valognes              |                     | |
| 1933                                     | 1936           | Albert Lavergne            |                     | |
| 1936                                     | 1937           | Prosper Lacroix            |                     | |
| février 1937                             | 1944           | Adrien Cathrin             | SFIO                | Cheminot, syndicaliste |
| décembre 1944                            | mars 1971      | Eugène Bruneau             | SFIO                | Retraité SNCF, ancien chef d'équipe Chevalier des Palmes académiques (1960)                                                                                         |
| mars 1971                                | mars 1983      | Henry Delisle              | CIR puis PS         | Professeur d'anglais Député du Calvados (2e circ.) (1981 → 1986) Conseiller général de Mézidon-Canon (1970 → 1983)                                                  |
| mars 1983                                | mars 1989      | Roger Achard               | DVG puis PS         | Ancien ingénieur SNCF |
| mars 1989                                | juin 1995      | Roger Bonnaud (1933-2020)  | DVD                 | Professeur d'EPS en collège |
| juin 1995                                | décembre 2016  | François Aubey             | SE puis PRG puis PS | Fonctionnaire territorial Sénateur du Calvados (2014 → 2015) Conseiller général de Mézidon-Canon (2001 → 2014) Président de la CC de la Vallée d'Auge (2001 → 2014) |

Le conseil municipal était composé de vingt-sept membres dont le maire et ses adjoints.

### Liste des maires de la commune déléguée
| Période      | Période  | Identité        | Étiquette | Qualité                     |
| ------------ | -------- | --------------- | --------- | --------------------------- |
| janvier 2017 | mai 2020 | François Aubey  | SE        | Ancien sénateur (2014-2015) |
| mai 2020     | En cours | Andrée Desveaux | SE        | Enseignante retraitée       |

### Jumelages
- Gronau (Allemagne) depuis 1973.
- Honiton (Royaume-Uni) depuis 1972. Honiton est une ville du Devon connue pour sa dentelle et son marché, située dans une Area of Outstanding Natural Beauty.

## Population et société

### Démographie
L'évolution du nombre d'habitants est connue à travers les recensements de la population effectués dans la commune depuis 1793. À partir du 1er janvier 2009, les populations légales des communes sont publiées annuellement dans le cadre d'un recensement qui repose désormais sur une collecte d'information annuelle, concernant successivement tous les territoires communaux au cours d'une période de cinq ans. 
Pour les communes de moins de 10 000 habitants, une enquête de recensement portant sur toute la population est réalisée tous les cinq ans, les populations légales des années intermédiaires étant quant à elles estimées par interpolation ou extrapolation. Pour la commune, le premier recensement exhaustif entrant dans le cadre du nouveau dispositif a été réalisé en 2008,.
En 2022, la commune comptait 4 683 habitants, en évolution de −4,25 % par rapport à 2016 (Calvados : +1,58 %, France hors Mayotte : +2,49 %).
| 1793 | 1800 | 1806 | 1821 | 1831 | 1836 | 1841 | 1846 | 1851 |
| ---- | ---- | ---- | ---- | ---- | ---- | ---- | ---- | ---- |
| 489  | 528  | 553  | 483  | 490  | 455  | 473  | 622  | 905  |

| 1856  | 1861  | 1866  | 1872  | 1876  | 1881  | 1886  | 1891  | 1896  |
| ----- | ----- | ----- | ----- | ----- | ----- | ----- | ----- | ----- |
| 1 029 | 1 144 | 1 202 | 1 179 | 1 133 | 1 103 | 1 127 | 1 109 | 1 177 |

| 1901  | 1906  | 1911  | 1921  | 1926  | 1931  | 1936  | 1946  | 1954  |
| ----- | ----- | ----- | ----- | ----- | ----- | ----- | ----- | ----- |
| 1 234 | 1 265 | 1 425 | 1 703 | 1 897 | 2 285 | 2 654 | 2 448 | 2 918 |

| 1962  | 1968  | 1975  | 1982  | 1990  | 1999  | 2008  | 2013  | 2018  |
| ----- | ----- | ----- | ----- | ----- | ----- | ----- | ----- | ----- |
| 3 335 | 3 388 | 4 123 | 4 571 | 4 622 | 4 713 | 4 679 | 4 945 | 4 787 |

| 2019  | - | - | - | - | - | - | - | - |
| ----- | - | - | - | - | - | - | - | - |
| 4 779 | - | - | - | - | - | - | - | - |

### Manifestations culturelles et festivités
Mézidon avait à une époque une grande foire internationale renommée.

### Sports
La ville de Mézidon-Canon a accueilli la coupe du monde de marche 1999.
L'Union sportive des cheminots de Mézidon Football fait évoluer une équipe de football en ligue de Basse-Normandie et deux autres en divisions de district.

## Culture locale et patrimoine

### Lieux et monuments
- Château du Breuil (XVIIIe siècle).
- Château de Canon (XVIIIe siècle), acquis en 1768 par Jean-Baptiste-Jacques Élie de Beaumont qui le transforma en le surélevant et le coiffant d'un toit à l'italienne : balustrade ornée de pots à feu, cheminées, avant-corps, aile nord des communs ; parcs avec nombreuses fabriques dont un pavillon chinois, le temple de la Pleureuse, pigeonnier, « chartreuses » ou jardins fruitiers clos communiquant par des baies en plein cintre. Le château est classé au titre des Monuments historiques[25] et une dizaine d'œuvre sont classées à titre d'objets[26].
- Ruines du château Béranger (XVIIe siècle).
- Église Notre-Dame de Mézidon (XIXe siècle) : retable style néo-antique, console XVIIIe, statue de sainte Barbe du XVe.
- Église Saint-Médard de Canon en partie XIIe et XIIIe siècles : retable du XVIIIe siècle, Christ du XVIIe siècle, dalle funéraire de Pierre Lemonier, « premier bon vieillard couronné » (1777), souvenir curieux des couronnements de la « vertu » pratiquée par les châtelains de Canon au XVIIIe siècle, fonts baptismaux (XVIIIe siècle).
- Église Saint-Pierre du Breuil (XIIe et XVe siècles) : devant d’autel dans le style de Daubin (XVIIIe siècle), antependium avec rinceaux et représentation de saint Pierre (XVIIIe siècle), statue de Sainte couronnée (XVe siècle), confessionnal et fonts baptismaux (XVIIe siècle). L'édifice est classé au titre des Monuments historiques[27]. Une crédence et une statue de sainte Barbe sont classées à titre d'objets[26].
- Ancienne abbaye de Sainte-Barbe-en-Auge, dont la grange dîmière est inscrite au titre des Monuments historiques[28].
- La Loco, salle de spectacle aux normes Haute qualité environnementale, inaugurée en avril 2009[29].
- Gare de Mézidon, 3e gare de triage de France dans le début des années 1980. elle fait la jonction entre la ligne Paris-Caen-Cherbourg et Caen-Le Mans-Tours.
- Groupe scolaire Jean-Jaurès et mairie annexe de Canon de style Art déco inscrits au titre des Monuments historiques[30].
- Ferme pédagogique de Canon, avec des animaux domestiques autochtones.

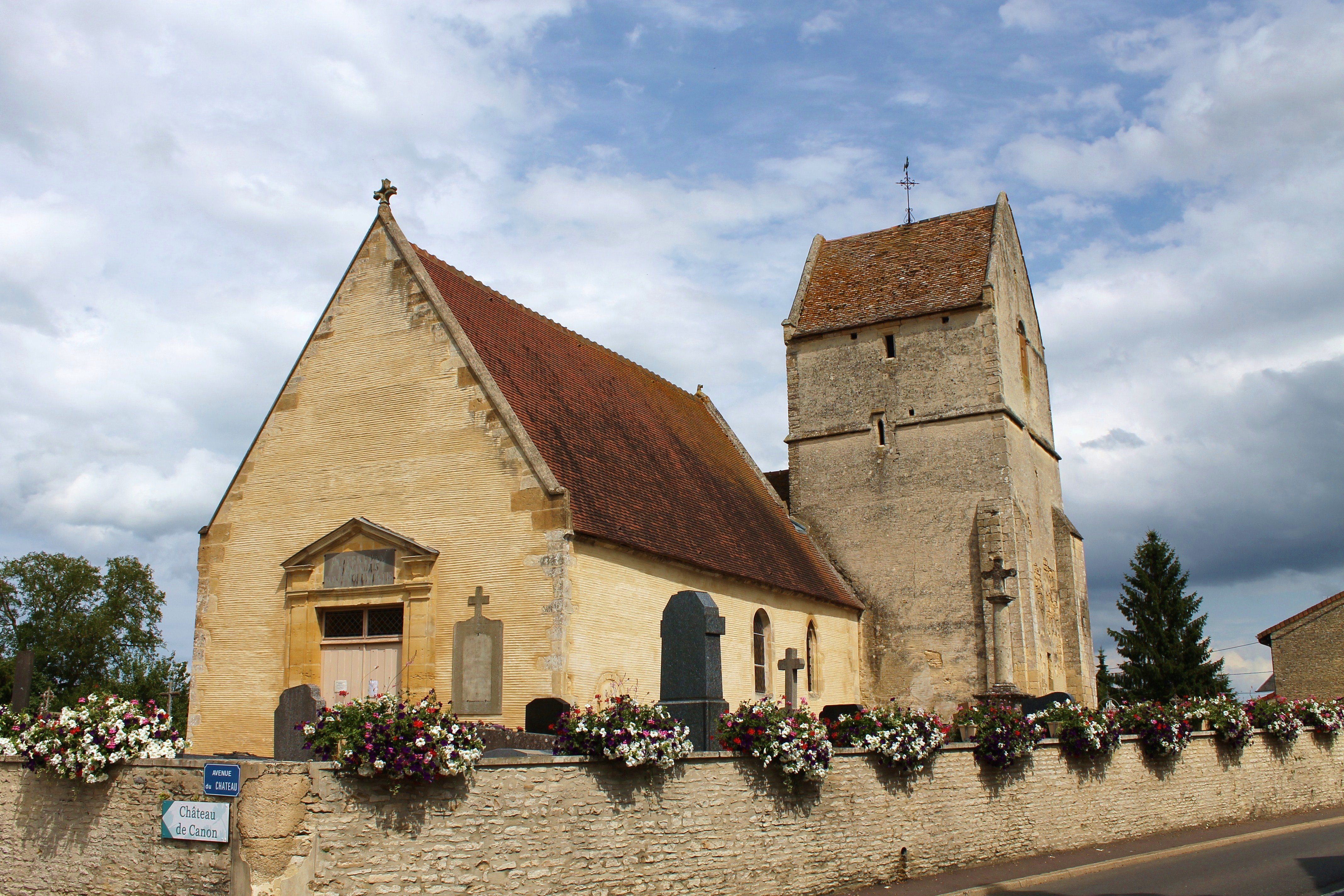
L'église Saint-Médard.
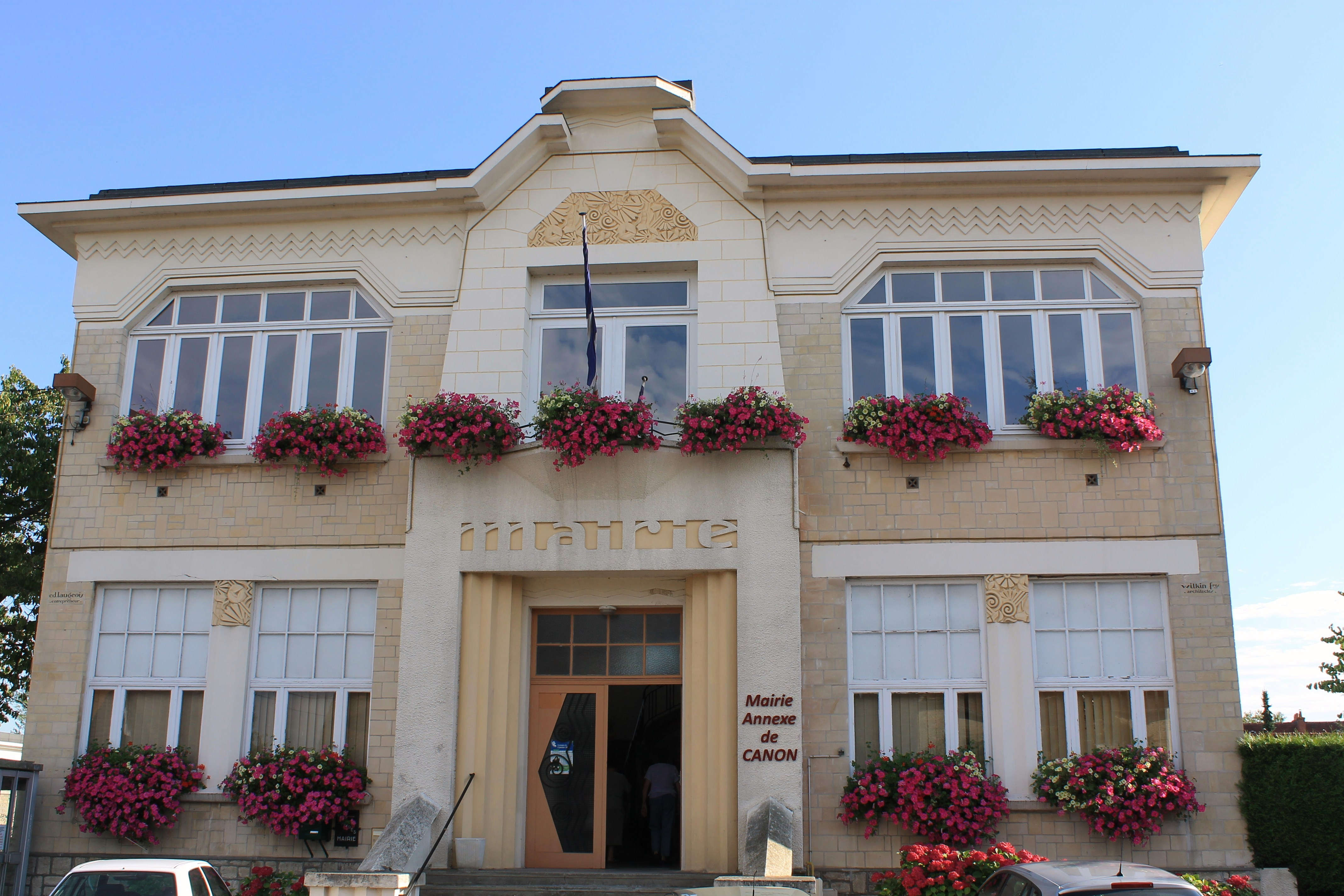
La mairie annexe de Canon.
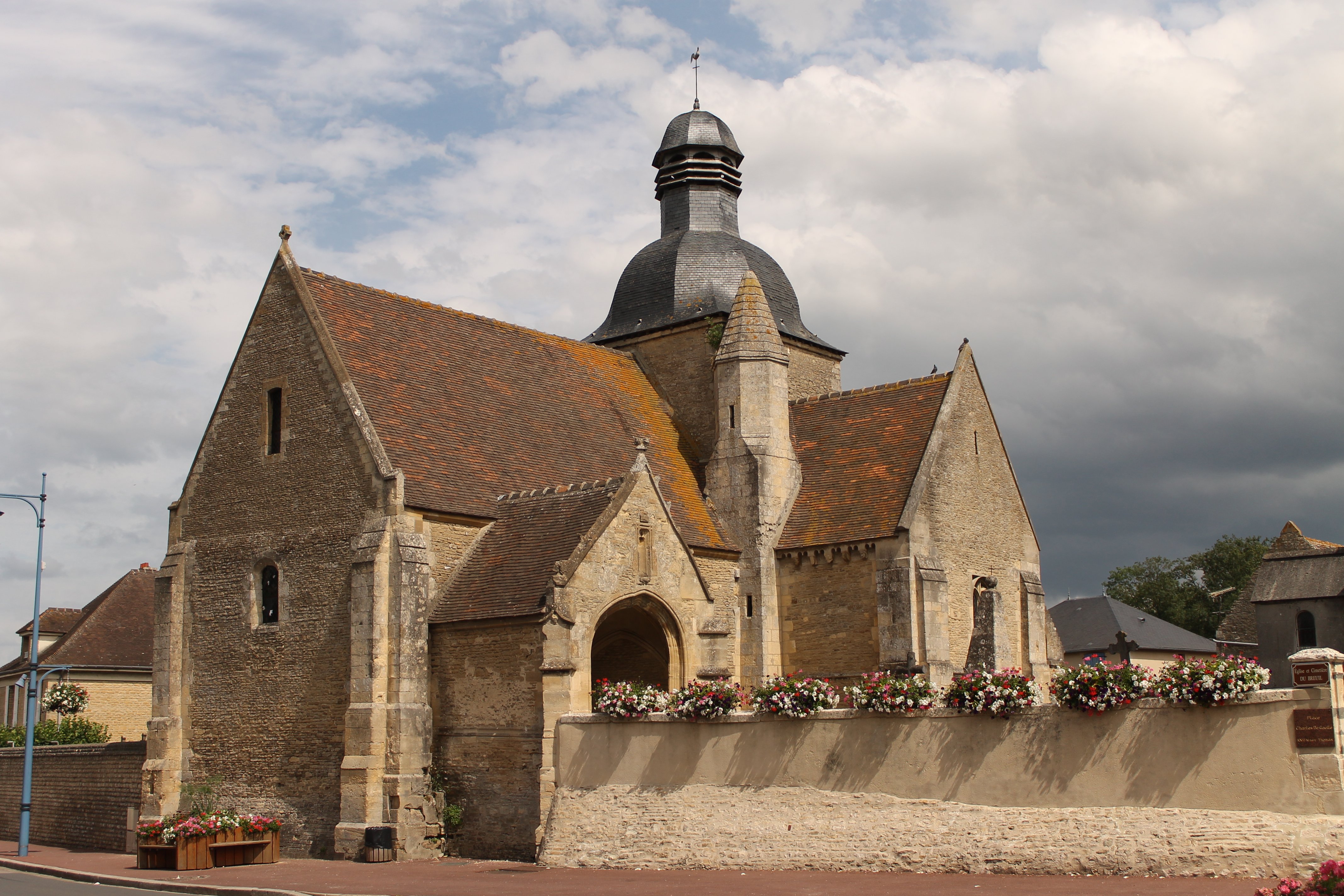
L'église Saint-Pierre.
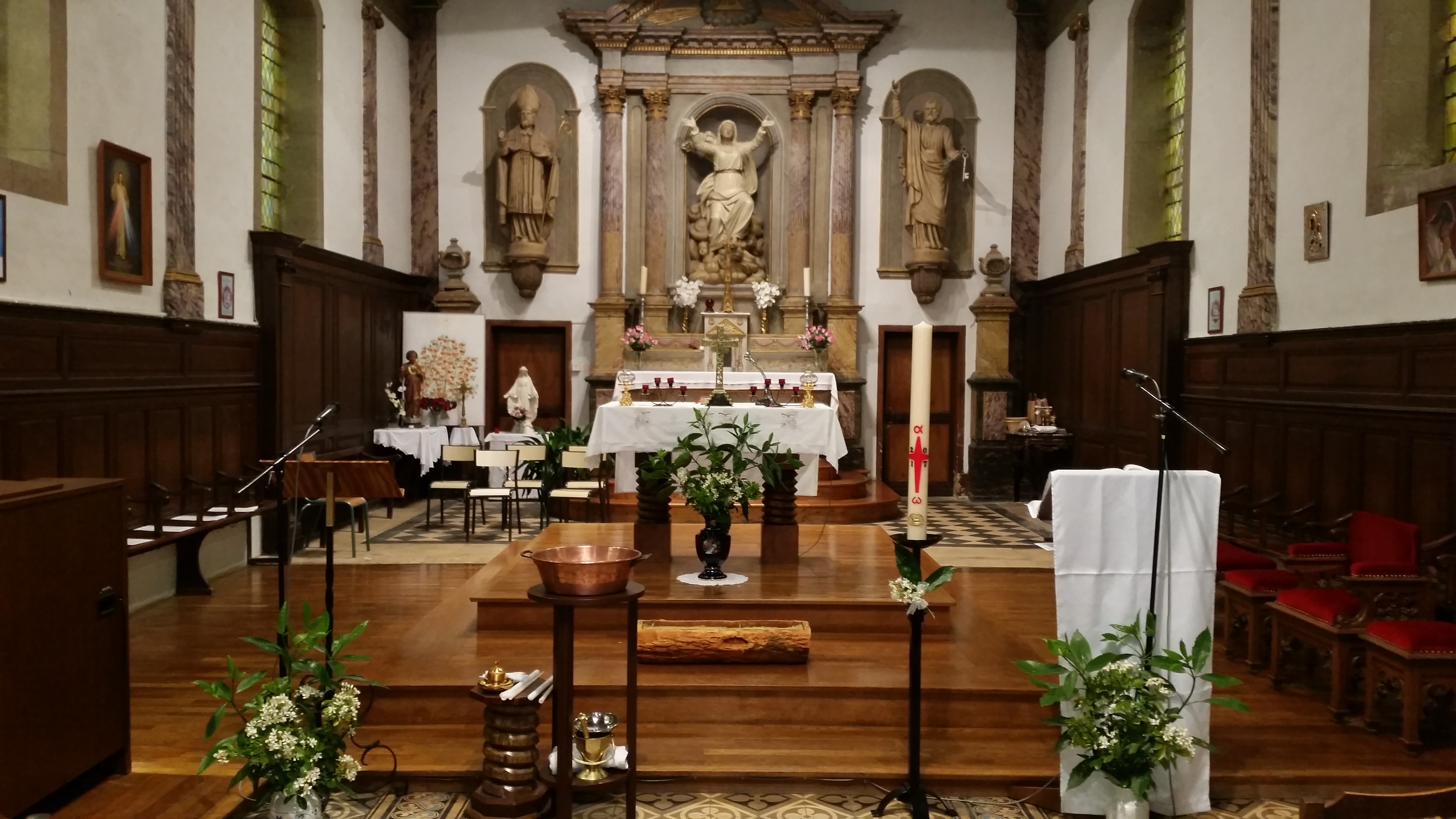
L'église Notre-Dame.

### Personnalités liées à la commune
- Jean-Baptiste-Jacques Élie de Beaumont (1732-1786), avocat, acquit le château de Canon en 1768.
- Jean-Baptiste Armand Louis Léonce Élie de Beaumont (1798 à Mézidon-Canon - 1874 à Mézidon-Canon), géologue.
- Georg K. Glaser (1910-1995), militant antinazi allemand et auteur de Secret et violence. Chronique des années rouge et brun (1920-1945), séjourna quelque temps à Canon dans les années 1938-39, où il travailla aux ateliers du chemin de fer comme traceur. Dans son ouvrage, George K. Glaser évoque d'ailleurs ses semaines passées à Canon, qui lui firent oublier la précarité de son quotidien d'éternel exilé[31].
- Jacques L'Hermitte (1659-1725), ingénieur, officier d’état-major et cartographe, ingénieur et major de la garnison de Plaisance de 1695 à 1714, sous-lieutenant de roi et ingénieur à l’île Royale (île du Cap-Breton), en 1714 et 1715, et lieutenant de roi à Trois-Rivières de 1715 à 1725. Né à Breuil.
- Jacques Louis abbé de Viquesney né le 19 février 1724 à Mézidon. Devient directeur de la bibliothèque et du cabinet des médailles du prince Charles Alexandre de Lorraine en 1762. À sa retraite il revient à Mézidon où il meurt le 31 octobre 1796 (10 brumaire an 5)[32].

### Héraldique
| Blason de Mézidon-Canon | Blason  | De gueules aux sept pals d’argent, aux neuf étoiles d’or brochant ordonnées 3.3.3. |
| Blason de Mézidon-Canon | Détails |                                                                                    |